# Hà Thành đầu độc
Vụ Hà Thành đầu độc là vụ mưu sát và binh biến trong hàng ngũ bồi bếp và binh lính người Việt Nam phục vụ cho quân Pháp đóng ở thành Hà Nội diễn ra ngày 27 tháng 6 năm 1908. Mục đích của họ nhằm đầu độc quân Pháp để chiếm Hà Nội, thêm sự tiếp ứng và chỉ đạo từ bên ngoài của nghĩa quân Hoàng Hoa Thám, cùng với sự tham gia của Phan Bội Châu trong việc vạch kế hoạch để tạo cuộc khởi nghĩa đánh đuổi người Pháp.

## Bối cảnh
Sang đầu thế kỷ 20, sĩ phu Việt Nam đã chuyển sang đấu tranh qua nhiều hình thức sau những thất bại của phong trào Duy Tân, Đông Kinh Nghĩa Thục. một trong số đó là mặt trận tư tưởng, các sĩ phu tạo phong trào viết sách báo, dạy học, diễn thuyết công khai hợp pháp, hô hào bỏ cũ theo mới, kêu gọi lòng ái nước, thúc đẩy khởi nghĩa.
Một số đã đội lốt thầy bói, thầy tướng để đi vào các đền thờ để thực hiện bói toán cầu cơ, xen lồng với việc tuyên truyền. Hà Nội là một trọng điểm tuyên truyền, Phố Cửa Nam nhộn nhịp đủ càng tầng lớp người qua lại, họ là binh lính, cai đội, đầu bếp, người bán hàng rong.
Qua nhiều lần tiếp xúc với các thầy tướng số, mối quan hệ đã trở nên thân mật với một số binh lính thuộc pháo đội công vụ, trung đoàn 4 pháo binh, từ chỗ thân mật còn làm nhận thức được sự đối xử tàn tệ của bọn sĩ quan Pháp đối với họ, sự đối xử bất bình đẳng giữa binh lính Pháp và Việt.
Nhiều cuộc họp bí mật đã diễn ra, chọn ra và tổ chức các nhân vật nội ứng tại tại nhà thầy tướng Nguyễn Văn Phúc ở phố hàng Buồm và nhà 20 phố cửa Nam.
Cuộc binh biến đã bị hoãn nhiều lần. Lần thứ nhất ấn định là ngày 15 tháng 11 năm 1907. Lần thứ 2 ấn định là ngày 16 tháng 5 năm 1908. Lần thứ 3 ấn định hạ tuần tháng 6 năm 1908.

## Diễn biến trong thành Hà Nội

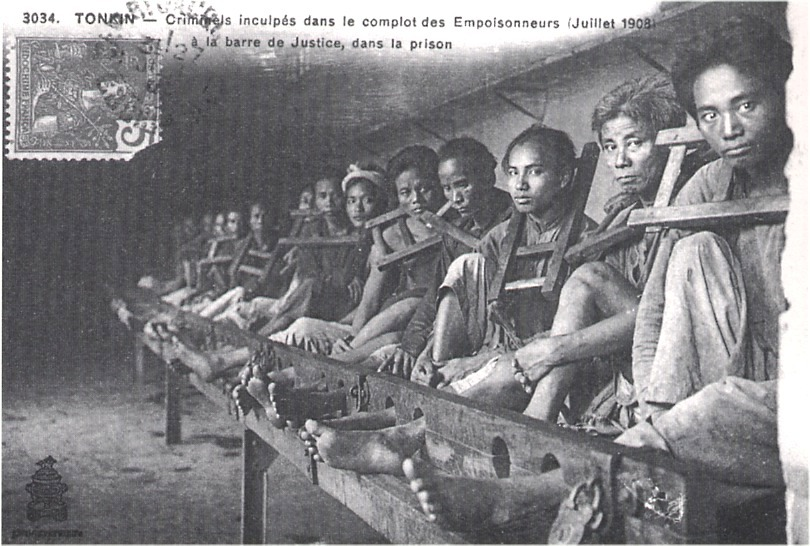
Những người bị bắt trong vụ án Hà Thành đầu độc

Ngày 24 tháng 6 năm 1908, Thiếu tướng De Nays Candau, chỉ huy trưởng pháo binh Đông Dương, nhận được một thư nặc danh nói rằng có âm mưu binh biến ở Hà Nội, có cả thường dân lẫn quân nhân người Việt của nhiều đơn vị tham gia, mà những kẻ cầm đầu phần nhiều thuộc pháo đội công vụ và một viên Cai thuộc trung đoàn 4 Pháo binh.
Cùng thời gian này trung uý Delmont Bebet, pháo đội trưởng công vụ đã nhận được báo cáo về một viên đội khả nghi thuộc pháo đội này và một viên cai thuộc trung đoàn 4 Pháo binh.
Thống Sứ Bắc Kỳ Louis Jules Morel ra lệnh mở cuộc điều tra công khai. Thấy bị động nên tất cả đồng ý hành động gấp rút, nếu không sẽ bị bắt cả.
Lực lượng làm binh biến là các bồi bếp và binh lính người Việt (lính khố đỏ) thuộc trung đội công nhân pháo thủ Hà Nội nằm trong trung đoàn pháo binh bảo vệ thành Hà Nội của Pháp. Đứng đầu nhóm này là bếp Hiên, còn gọi là Hai Hiên, cùng với bếp Xuân, bếp Nhiếp, Đặng Đình Nhân tức "đội Nhân" (chức cai đội), Nguyễn Trí Bình, Dương Bé,... tất cả có trên 10 người. Nhóm có nhiệm vụ nội ứng bên trong: đầu độc 2000 binh lính Pháp thuộc hai trung đoàn pháo binh và bộ binh Pháp đóng trong thành Hà Nội, rồi bắn pháo hiệu làm hiệu lệnh tiến công cho các cánh quân của nghĩa quân chống Pháp đánh vào thành Hà Nội. Tuy vậy mật vụ Pháp đã biết trước một phần kế hoạch do nghi ngờ các hoạt động của bếp Hiên.
Trong bữa tối khoảng 20 giờ ngày 27 tháng 6 năm 1908, 125 tên Pháp thuộc trung đoàn 4 pháo binh và 80 tên khác thuộc trung đoàn 9 bộ binh thuộc địa được cho ăn cà độc dược bị trúng độc và bất tỉnh. Chưa đến giờ đã định là 21 giờ nên tất cả các toán, kể cả Nghĩa quân bên ngoài chưa tiến hành, thì cai Trương bỗng cảm thấy tội lỗi mà đến nhà thờ Hà Nội xưng tội với cố đạo Dronet Ân, một cố đạo người Pháp về âm mưu đánh úp Hà Nội trong đêm. Cố đạo Dronet Ân lập tức gọi điện thoại báo. Cùng lúc ấy Trung tướng Piel, Tổng tư lệnh quân đội Pháp, được tin báo là các quân sĩ thuộc trung đoàn 4 pháo binh và trung đoàn 9 bộ binh thuộc địa ở trong thành đã bị đầu độc, hiện một số lớn đã nằm bất tỉnh. Rồi Thống Sứ Morel, vài phút sau đó, báo tin cho Tướng Piel biết có những cuộc tập hợp nghi ngờ ở xung quanh thành. Quân Pháp đã báo động toàn thành và toàn bộ lính người Việt trong thành tham gia khởi nghĩa, chưa kịp bắn ba phát đại bác như đã định, thì đã bị tước vũ khí và bị bắt giam. Ngày hôm sau Pháp đem ra xử và khép tội tử hình đối với 13 binh lính và bồi bếp người Việt. Số lính Pháp thì không có ai thiệt mạng vì độc dược.

## Các cánh quân tiếp ứng bên ngoài
Lực lượng tiếp ứng bên ngoài gồm 3 cánh quân:
- Một đội nghĩa quân chống Pháp khoảng 200 người được lệnh đánh thẳng vào Đồn Thủy (là khu nhượng địa, nay nằm ở vị trí bệnh viện Quân đội 108 ngày nay);
- Một mũi chờ sẵn trên các thuyền đậu gần một xưởng thuốc lá (trên bờ hồ Tây) tiến đánh thẳng vào cửa Bắc thành.
- Cánh quân thứ ba, rất nhiều nghĩa quân từ Sơn Tây về yểm trợ, trong đó 20 người là người của Hoàng Hoa Thám, được trang bị súng ngắn, chờ sẵn trước vọng lâu của phủ Toàn quyền, chuẩn bị đánh trại lính khố đỏ ở phía Tây (của nơi tập kết).

Cả ba cánh quân sẵn sàng chờ hiệu lệnh tiến công từ trong thành phát ra. Chờ đợi mãi không thấy hiệu lệnh tiến công như đã hẹn từ trong thành vọng ra, các cánh quân biết là bị lộ. Theo lệnh của Hoàng Hoa Thám, nghĩa quân ở các hướng khẩn trương rút ra ngoài để khỏi bị quân Pháp bắt.

## Phản ứng của nhà cầm quyền Đông Pháp

### Xử tử

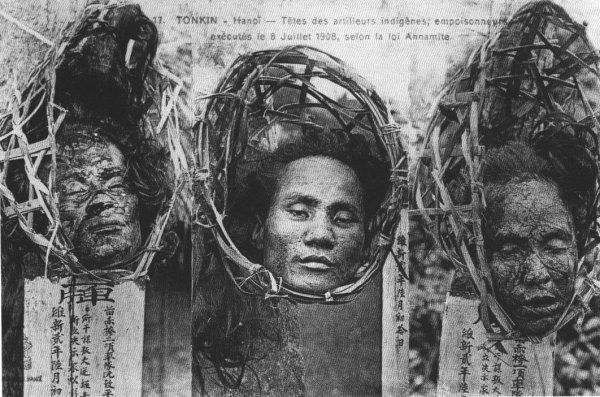
Thủ cấp của Dương Bé, Tư Bình và Đội Nhân bị xử trảm ngày 8 tháng 7 năm 1908 trong vụ "Hà Thành đầu độc"

Hội đồng đề hình (tiếng Pháp: Commission criminelle) thành lập ngày 28 tháng 6 năm 1908 có De Mirabel làm chánh thẩm, Duvillier (sau bị thay thế bởi Bosc) và Villain làm bồi thẩm. Công tố viên là Grillaud des Fontaines kết tội lính Việt "xâm phạm nền an ninh của chính phủ Bảo hộ".
1. Đợt 1: Ngày 8 tháng 7 năm 1908, quân Pháp đưa 3 người đầu tiên: Đặng Đình Nhân (Đội Nhân), Nguyễn Trị Bình (Tư Bình), và Nguyễn Văn Cốc (Dương Bé) ra xử chém ở phía trước cột cờ Hà Nội (tại Công viên Lê-nin ngày nay). Sau đó quân Pháp bêu đầu của các nghĩa quân bị chém, nhằm ra oai và khủng bố tinh thần dân Việt, để làm thui chột sự phản kháng của người Việt yêu nước.
2. Đợt 2: Ngày 3 tháng 8 năm 1908 xử tử thêm ba người: Nguyễn Văn Hiên (Bếp Hiên), Cai Ngà, và Bếp Xuân.
3. Đợt 3: Ngày 29 thì hành quyết ba người nữa: Lang Sẹo, Cai Xe và Cai Tôn.
4. Đợt 4: Cuối cùng ngày 27 tháng 11 năm 1908 thì bốn người cuối cùng bị chém: Đỗ Văn Đàm (Đồ Đàm), Đội Hổ, Lý Chánh, và Vinh.

Ngoài 13 người phải tội chém, Hội đồng đề hình tuyên án sáu người khác tử hình khiếm diện, tổng cộng là 19 bị tội phải chết. Địa điểm chém là Vườn Bàng ở gần chợ Bưởi. Mộ tập thể không đầu của 9 người này lúc đầu chôn ngay tại pháp trường. Về sau khi người Pháp lấy Vườn Bàng làm xưởng nhuộm thảm thì mộ bị chuyển tới một khu đất thuộc Nghĩa Đô, huyện Từ Liêm. Năm 1988, ngôi mộ này đã được xác định chính xác là nằm tại vườn nhà ông Nguyễn Đức Hỷ, xóm 2 phường Nghĩa Đô, quận Cầu Giấy, Hà Nội.

### Án tù
Ngoài những án tử hình, Hội đồng đề hình xét bốn người bị tù khổ sai chung thân, 26 bị khổ sai hữu hạn (5-20 năm tù), và 10 bị án 1-5 năm tù. Tổng cộng hình án là 59 người.